# Péonga
Péonga est l'un des six arrondissements de la commune de Kalalé dans le département du Borgou au Bénin.

## Géographie
L'arrondissement de Péonga est situé au nord-est du Bénin et compte 6 villages que sont Angaradebou, Bagaria, Boa, Boa Gando Centre, Gando Baka et Péonga.

## Démographie
Selon le recensement de la population de 2013 conduit par l'Institut national de la statistique et de l'analyse économique (INSAE), Péonga compte 23022 habitants  .